# Jaroslav Škárka
Jaroslav Škárka (* 24. listopadu 1970 Ostrava) je český politik bez politické příslušnosti, v letech 2005–2009 předseda a poté výkonný místopředseda strany Věci veřejné. Od května 2010 do srpna 2013 byl poslancem Poslanecké sněmovny Parlamentu České republiky zvoleným za tuto stranu, z níž byl vyloučen 5. dubna 2011 poté, co veřejně prohlásil, že se účastnil vnitrostranické korupce.

## Život
Vystudoval pedagogiku a výchovné poradenství na Masarykově univerzitě v Brně, je podnikatel. V 90. letech byl členem ODS, v roce 2003 vstoupil do Věcí veřejných, kde se zprvu věnoval komunální politice na Praze 1 a byl tam zvolen zastupitelem v komunálních volbách v roce 2006. V březnu 2005 se stal předsedou strany Věci veřejné, v červnu 2009 byl vystřídán Radkem Johnem. V parlamentních volbách v roce 2010 byl zvolen z prvního místa kandidátky VV v Plzeňském kraji. V dolní komoře vykonává funkci místopředsedy Kontrolního výboru.
Známým se stal kontroverzní výrok na jeho blogu „Do tramvaje nastoupím opravdu jenom tehdy, když není zbytí, protože špinavé sedačky, upatlaná madla, ukrajinští dělníci ve špinavých montérkách, kteří se na mě lepí ze všech stran, a smradlaví spící bezdomovci nejsou pro mě lákadla ve prospěch městské dopravy.“
V časopise Respekt vyšel 4. dubna 2011 článek, podle něhož se Škárka redaktorům přiznal, že pravidelně bere od Víta Bárty peníze za loajalitu. Po jeho uveřejnění Škárka i Bárta zprvu vnitrostranickou korupci popřeli; Škárka ovšem zanedlouho verzi Respektu potvrdil a rozhodl se odejít ze strany. Avšak dříve než tak učinil, byl ze strany vyloučen.
V souvislosti s touto kauzou byl 13. dubna 2012 odsouzen k nepodmíněnému tříletému trestu odnětí svobody ve vězení s dozorem a k desetiletému zákazu činnosti poslance, když jej soud uznal vinným z podvodu. Toho se měl Škárka dopustit manipulováním s nahrávkou, kterou soudu předložil jako důkaz proti Bártovi.
Proti rozsudku se odvolal a uspěl. V novém jednání byli Škárka společně i s Vítem Bártou zproštěni obvinění. V lednu 2014 Nejvyšší soud zamítl dovolání státního zástupce proti dřívějšímu rozsudku, a tím byl Škárka definitivně zproštěn všech obvinění.

## Kontroverze
V listopadu 2020 zveřejnil na Facebooku prohlášení, ve kterém odsuzuje zachraňování předčasně narozených dětí, které označil za „zbytečné lidi“. Následně jako zbytečné označil i lidi bez domova, imigranty a mentálně postižené. Prohlášení vyvolalo vlnu kritiky.
„Stát se musí probrat a zbavit se „zbytečných lidí“. Lidé, kteří nejsou přínosem společnosti, ať už z důvodu mentální, či společenské diskvalifikace (dementi, bezďáci, imigranti td.) nesmí být společností protěžování. Zbavme se zbytečných.“
Den po uveřejnění příspěvku Škárka ukončil svůj pracovní poměr u Vězeňské služby ČR. Spekulovalo se, že to bylo po nátlaku veřejnosti na vedení plzeňské věznice.
Později svůj příspěvek mírnil prohlášením, že se jednalo o nepochopení a pouze podnět k diskuzi. I toto bylo však veřejností hodnoceno velmi negativně.
Policie po prošetření výroků podala 10. května 2021 návrh na obžalobu. Škárka byl podezřelý z podněcování k nenávisti vůči skupině osob nebo k omezování jejich práv a svobod. Za tento trestný čin mu byl Okresním soudem Plzeň-sever uloženi roční podmíněný trest se zkušební lhůtou na dva roky. Šakrka se k činu přiznal a vyjádřil lítost. Proti rozsudku se odvolal. Nejvyšší soud České republiky jeho odvolání zamítl.